# 栗まり
栗 まり（くり まり、1985年9月10日 - ）は、佐賀県出身のグラビアアイドル、モデル、AV監督。所属事務所はサムライム。

## 来歴・人物
2006年12月デビュー。
2008年6月 webマガジンDI-VE -アフィドルを探せ!- アフィドルグランプリ受賞。
官能小説、または様々な物について官能小説風に朗読するという特技を持ち、「朗ドル」と言われている。その他特技は水泳（平泳ぎで県大会1位の記録あり）。剣道初段、販売士3級の資格を持っている。
水着グラビアでは、下乳を見せたビキニを着用したこともある。ブラジャーを初めて付けたのは小学4年生の時で、その時はCカップだったという。

## 出演

### テレビ
- ミラクル☆シェイプ（日本テレビ）
- 怒りオヤジ3（テレビ東京）
- 宇宙一せまい授業!（2007年7月8日、あっ!とおどろく放送局）
- 怨み屋本舗 スペシャル2〜マインドコントロールの罠〜（2009年1月7日、テレビ東京）
- あらびき団（2009年4月15日、TBSテレビ）
- 体当たり下克上！劇団「アイドル座」（スカパー MONDO21）
- 水着DEピンポンパン（スカパー エンタ!371 CS GyaO）
- 水着DEしちゃお!（スカパー エンタ!371 CS GyaO）
- 鷹なり天国（東京MXテレビ）

### WEB
- 生やぐちスペシャル話題ちゃん （GyaO）
- 現役アイドルが喘ぐ完納朗読 （FLASH MOBILE）
- 女子アナ セクーシ放送局 女子アナ水着ニュース （TOKYOデジタルニュース）
- 栗まりの栗まり日記!! （web★一週間）
- 栗まり （BI-VE）*18禁

## 作品

### DVD
- オトナな彼女。（2007年7月13日、心交社）
- ヒメゴト（2007年10月25日、ゴマブックス）
- 魔手 〜奴隷に堕ちた哀しみのアイドルの物語〜（2007年12月7日、ATTACK ZONE） - 共演:ERI、生駒エリコ、相沢はるか、名波はるか、佐藤かおり、上原凌
- 哀しみのアンダーカバーウーマン 裏切りの凌辱奴隷調教壊れゆく潜入捜査官（2008年2月7日、ATTACK ZONE） - 共演:生駒エリコ、佐藤かおり、西原美い、KAORI
- 凝視 幸福の三つぼくろ伝説（2008年5月7日、ATTACK ZONE） - 共演:尾崎ナナ、名波はるか
- 愛玩小説〜秘密の朗読〜（2008年7月25日、ケイネットワーク）
- 妄想小説…（2008年11月25日、Air control）
- 爆乳デカップ No.7（2008年12月4日、グラマラスキャンディ） - 共演:一色雅、森まどか、佐伯深雪、いとうあこ
- CARA（2009年1月29日、CARA）
- 本気萌え グラドルビーチバレー 激闘篇（2009年4月24日） - 共演:浦えりか、かの夏帆、種田ちえり、尾崎ナナ、永瀬麻帆、木嶋のりこ

### AV監督作品
メーカー：SODクリエイト
- 芸能人 栗まり AV出演（2009年12月21日） - AV初監督・初脚本作品
- 芸能人 栗まり 逆ナンパ マジックミラー号（2010年1月21日）
- 芸能人 栗まり オナニーのお手伝いしてあげる（ハート）（2010年2月18日）

### その他
- 栗まり官能動画・写真集 「濡読(じゅくどく)」